# Hotel Kolegiacki
Hotel „Kolegiacki” – hotel butikowy w Poznaniu, na Starym Mieście, przy placu Kolegiackim 5, mieszczący się w dwóch kamienicach; jedna z końca XVIII wieku, a druga z początku XIX. Hotel otwarto w 2011. Obecnie oferuje 24 pokoje, 2 kawiarnie, restaurację oraz salę konferencyjną.
Kamienica przy pl. Kolegiackim została wzniesiona w latach 1802–1803. Przez długi okres była własnością poznańskiego kupca i społecznika Gotthilfa Bergera. Mieszkańcem kamienicy był również Marceli Motty, działacz społeczny i nauczyciel.